# Municipio de Flat Creek A
El municipio de Flat Creek A (en inglés: Flat Creek A Township) es un municipio ubicado en el condado de Stone en el estado estadounidense de Misuri. En el año 2010 tenía una población de 634 habitantes y una densidad poblacional de 22,17 personas por km².

## Geografía
El municipio de Flat Creek A se encuentra ubicado en las coordenadas 36°40′36″N 93°31′30″O / 36.67667, -93.52500. Según la Oficina del Censo de los Estados Unidos, el municipio tiene una superficie total de 28.59 km², de la cual 20,53 km² corresponden a tierra firme y (28,21 %) 8,07 km² es agua.

## Demografía
Según el censo de 2010, había 634 personas residiendo en el municipio de Flat Creek A. La densidad de población era de 22,17 hab./km². De los 634 habitantes, el municipio de Flat Creek A estaba compuesto por el 98,74 % blancos, el 0,79 % eran amerindios y el 0,47 % eran de una mezcla de razas. Del total de la población el 0,79 % eran hispanos o latinos de cualquier raza.